# Amidase
Une amidase est une hydrolase qui catalyse la réaction :
R–CONH2 + H2O → R–COOH + NH3  {\displaystyle \rightleftharpoons }  R–COO− + NH4+.
R1–CONH–R2 + H2O → R–COOH + R2–NH2.
Dans le cas particulier où l'amide secondaire constitue une liaison peptidique, l'amidase est appelée peptidase. Les liaisons amide de composés cycliques sont ouvertes par des lactamases.

Ouverture du cycle lactame de la pénicilline par une β-lactamase puis libération spontanée de.